# Magna steyr mila alpin
El Magna steyr mila alpin es un prototipo de automóvil todoterreno diseñado por la compañía alemana Magna Steyr, y presentado en el salón del automóvil de ginebra en 2008. 

## Características
Al igual que el Magna steyr MILA, este automóvil es propulsado por un motor a gas natural comprimido (GNC) de 3 cilindros, además emite menos de 100 g de CO2/km . El Magna steyr mila alpine puede subir pendientes de haste 45 grados y realizar giros muy cerrados. Tiene una disposición de los asientos 3+1.